# Eugenia doubledayi
Eugenia doubledayi är en myrtenväxtart som beskrevs av Paul Carpenter Standley. Eugenia doubledayi ingår i släktet Eugenia och familjen myrtenväxter. Inga underarter finns listade i Catalogue of Life.